# Michael D. Moore

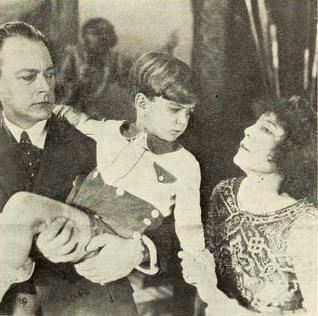
Michael D. Moore mit Louise Glaum und Mahlon Hamilton in I Am Guilty (1921)

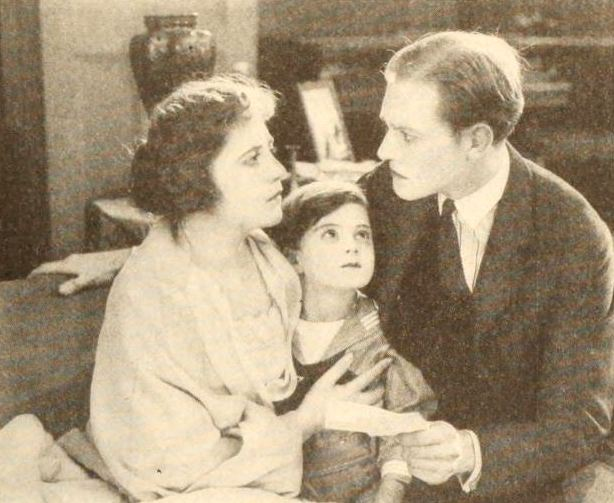
Michael D. Moore mit Lois Wilson und Conrad Nagel in The Lost Romance (1921)

Michael D. Moore, auch bekannt als Micky Moore, Mickey Moore und Michael Moore (* 14. Oktober 1914 in Vancouver, British Columbia; † 4. März 2013 in Malibu, Kalifornien) war ein in Kanada geborener US-amerikanischer Schauspieler und Regisseur britischer Abstammung.

## Leben
Moore zog mit seiner Familie 1915 nach Santa Barbara. Bereits als Kleinkind war er in verschiedenen Filmproduktionen zu sehen und um seine Karriere zu unterstützen, ließ sich seine Familie in Los Angeles nieder. Bis Ende der 1920er Jahre war er in mehr als 20 Filmen zu sehen, darunter auch König der Könige (1927) von Cecil B. DeMille.
DeMille unterstützte Moore später auch bei seiner zweiten Karriere im Erwachsenenalter als Regieassistent und Second-Unit-Regisseur, die Moore ab 1947 einschlug. Als solcher war Moore zum Jahr 2000 an mehr als 80 Filmproduktionen beteiligt. Zu den bekanntesten Filmen mit ihm als Regieassistent zählen Die zehn Gebote (1956) sowie die ersten drei Indiana-Jones-Filme.
1966 inszenierte er mit dem Musikfilm Südsee-Paradies seinen ersten eigenständigen Film. Die männliche Hauptrolle übernahm Elvis Presley, der damit in seiner 21. Filmproduktion zu sehen war. Es folgten einige weitere Film- und Fernseharbeiten, die er eigenverantwortlich inszenierte. Seine letzte eigenständige Regiearbeit war eine Folge der Serie Unglaubliche Geschichten aus dem Jahr 1985.
Im Jahr 2009 veröffentlichte er mit My Magic Carpet of Films seine Erinnerungen in Buchform. Er starb im März 2013 im Alter von 98 Jahren an Herzversagen in seinem Haus in Malibu.

## Filmografie (Auswahl)
Als Schauspieler
- 1919: The Unpainted Woman
- 1921: The Love Charm
- 1922: Frauen auf schiefer Bahn (Manslaughter)
- 1924: The Dramatic Life of Abraham Lincoln
- 1926: Das Testament des Goldsuchers (No Man's Gold)
- 1927: König der Könige (King of Kings)
- 1927: Good As Gold

Als Regisseur
- 1947: California (Regieassistent von John Farrow)
- 1947: Mit Gesang geht alles besser (Welcome Stranger) (Regieassistent von Elliott Nugent)
- 1953: Der Tolpatsch (The Caddy) (Regieassistent von Norman Taurog)
- 1966: Südsee-Paradies (Paradise, Hawaiian Style)
- 1967: Bonanza (Fernsehserie, 1 Folge)
- 1967: Nitro (Kill a Dragon)
- 1967: Hondo (Fernsehserie, vier Folgen)
- 1968: Shadok (Buckskin)
- 1977: Mister Deathman